# Доля ти руська, доленька жіноча
«Доля ти руська, доленька жіноча» — радянський німий чорно-білий фільм 1922 року. Перший художній фільм студії «Ленфільм». Назва фільму — ремінісценція віршів Миколи Олексійовича Некрасова, що стали символом важкої долі жінки-селянки. Фільм не зберігся.
До 1922 року Петроградський кінокомітет, майбутній «Ленфільм», знімав тільки агітаційні картини. Всього в 1922 році в СРСР випущено шість ігрових фільмів. Фільм не був агітаційним, проте московський щомісячник Асоціації революційної кінематографії «Кино-журнал А.Р.К.» рекомендував використовувати стрічку «для роботи жінвідділів як матеріал для ілюстрації становища жінок до революції».
У роботі над фільмом брав участь оператор Микола Козловський, який зняв до цього в 1908 році перший російський художній фільм «Понизова вольниця». У фільмі «Доля ти руська, доленька жіноча» відбувся акторський дебют у кіно майбутнього режисера Григорія Александрова і акторки Вероніки Бужинської.

## Сюжет
Фільм втрачений і сюжет у подробицях не відомий. За твердженням кінознавця Олександра Позднякова, цей фільм є першою радянською мелодрамою.
Дія розгортається в селі. Головна героїня Маріша, родом із заможної селянської родини, закохується в кучера Якова, але її батько проти такого шлюбу. Закохана пара змушена зустрічатися потайки. Із народженням у Маріші дитини Яків припиняє з нею стосунки. Молода мати не витримує тиску сільських жителів і зважується вчинити суїцид разом із дитиною, кинувшись у річку.

### Актори та ролі
- Н. Гасилов — Єгор, заможний селянин
- Урсула Круг — Ганна, дружина Єгора
- Олена Чайка — Маріша, дочка Єгора
- Григорій Александров — Василь, син Єгора
- Вероніка Бужинська — Мар'я, дружина Василя
- Лазар Анци-Половський — Пантелеймон, товариш по чарці Єгора
- Василь Кожура — Яків, кучер поміщика
- Федор Мішин — батько Мефодій, сільський священник
- Д. Броневицький — поміщик
- Марія Багільдз — поміщиця
- А. Рудін — молодий циган
- Є. Клименко — стара циганка